# Konstantinos Kazantzis
Konstantinos Kazantzis es un deportista griego que compite en vela en la clase Tornado. Ganó dos medallas de oro en el Campeonato Mundial de Tornado, en los años 2021 y 2022.

## Palmarés internacional
| Campeonato Mundial | Campeonato Mundial        | Campeonato Mundial | Campeonato Mundial |
| Año                | Lugar                     | Medalla            | Clase              |
| ------------------ | ------------------------- | ------------------ | ------------------ |
| 2021               | Salónica (Grecia)         | Medalla de oro     | Tornado            |
| 2022               | La Grande-Motte (Francia) | Medalla de oro     | Tornado            |